# Тамариани (Лагодехский муниципалитет)
Тамариани (груз. თამარიანი) — село в Грузии, в муниципалитете Лагодехи края Кахетия. 

## География
Село расположено в восточной части края, в 17 километрах по прямой к юго-западу от центра муниципалитета Лагодехи. Высота центра — 220 метров над уровнем моря.

## Население
По данным переписи населения 2014 года, в селе проживало 694 человека.
| Год  | Население | Мужчины | Женщины |
| ---- | --------- | ------- | ------- |
| 2002 | 732       | 376     | 356     |
| 2014 | 694       | 363     | 331     |